# Ilim (Kraj Zabajkalski)
Ilim (ros. Илим) – wieś w Rosji, w Kraju Zabajkalskim, w rejonie nerczyńskim. W 2010 liczyła 665 mieszkańców.